# Mauricio Ferraz
Mauricio Ferraz (São José do Rio Preto, 29 de janeiro de 1975) é um jornalista brasileiro reconhecido por seu trabalho investigativo na TV Globo.

## Biografia
Ferraz formou-se em jornalismo em 1998 e ingressou na TV Globo em 2002, atuando em diversos telejornais, como Bom Dia São Paulo, SPTV, Jornal Hoje e Jornal Nacional. Há 15 anos, integra o núcleo investigativo do Fantástico, destacando-se por suas reportagens especiais.

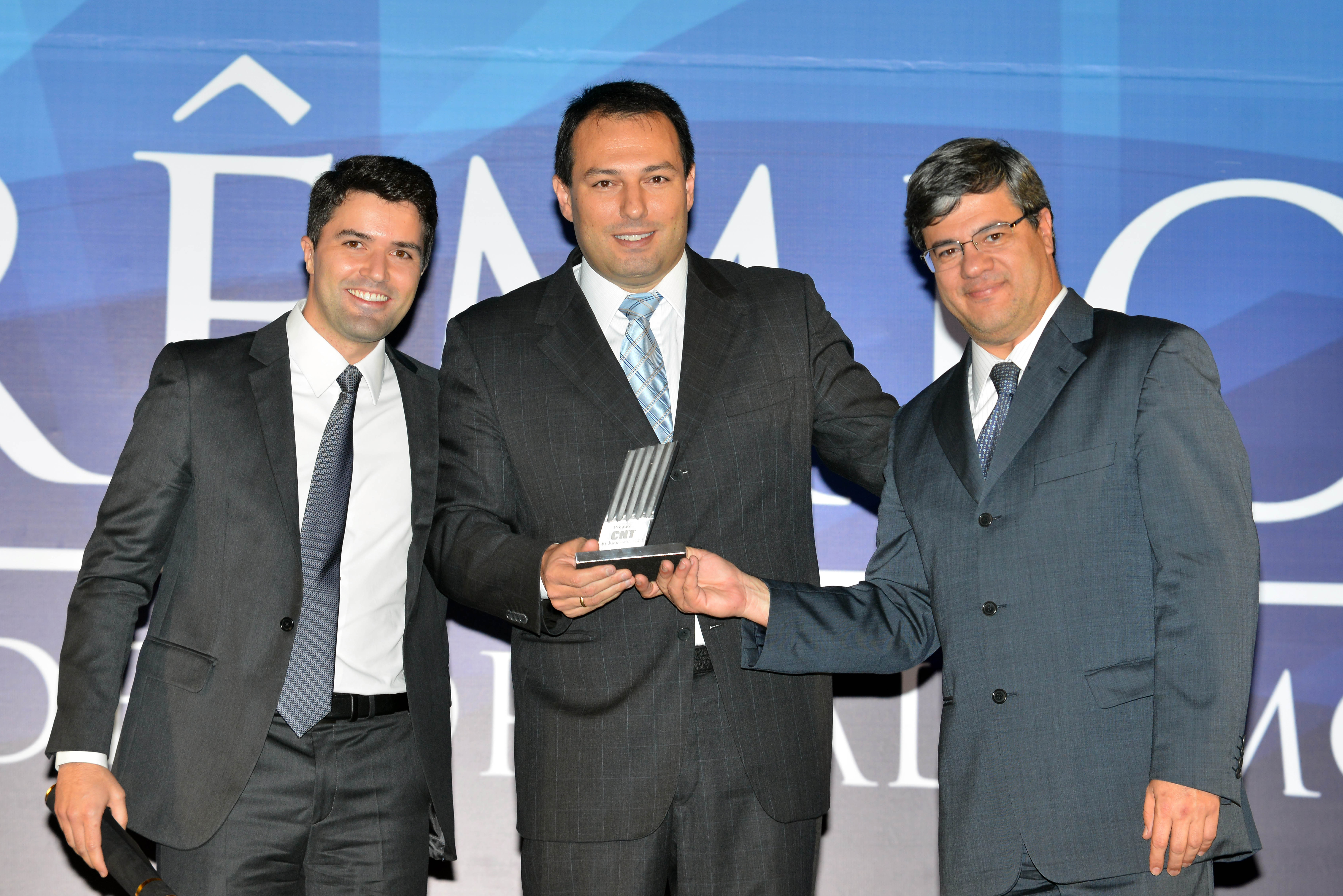
Maurício Ferraz recebe o 19º Prêmio CNT de Jornalismo em reconhecimento ao seu trabalho investigativo de destaque.

Com mais de 20 anos de experiência, Ferraz se destaca na área de reportagens investigativas, atuando no núcleo do Fantástico, onde produziu matérias de grande impacto nacional. Seu trabalho lhe rendeu diversos prêmios, incluindo o Prêmio CNT , Prêmio Embratel, Tim Lopes e um reconhecimento internacional no México pela reportagem “A Verdadeiro João de Deus”.
Entre suas principais reportagens, destaca-se a investigação sobre uma emboscada envolvendo torcidas organizadas, na qual Ferraz trouxe detalhes exclusivos sobre a dinâmica do crime e os responsáveis pelo ataque .  Além disso, conduziu uma série de reportagens sobre corrupção e fraudes, fruto de dois meses de apuração intensa, expondo irregularidades significativas em contratos públicos. 
Durante a pandemia, enfrentou a perda de seis familiares e, em um momento de superação, decidiu realizar uma peregrinação de 421 km pelo “Caminho da Fé”, registrando sua experiência e refletindo sobre o impacto emocional da tragédia . Além disso, compartilhou sua trajetória pessoal, revelando que, antes do jornalismo, trabalhou como segurança de duplas sertanejas para custear sua faculdade . Outra reportagem marcante abordou sua relação com a música, mostrando como aprendeu a tocar sanfona para enfrentar o luto e encontrar um novo sentido em meio às dificuldades.